# Torre Águilas
La torre Águilas es una construcción defensiva situada en el término municipal de Alicante (España) y que se encuentra hacia el norte en dirección hacia la playa de San Juan haciendo esquina entre las calles Virgilio y Horacio. Pertenece al conjunto de torres existentes en la huerta de Alicante.
Dispone de una planta cuadrada que en su base tiene unas dimensiones aproximadas de cinco por cinco metros. Se eleva en tres plantas comunicadas entre sí por una escalera de caracol y está cubierta por una terraza plana. Su desarrollo vertical presenta las fachadas ligeramente inclinadas en planos continuos donde aparecen huecos de reducidas dimensiones.
La construcción exterior es de sillarejo de gran tamaño con sus esquinas y vanos terminados con sillares regulares.